# Чоловічі труси

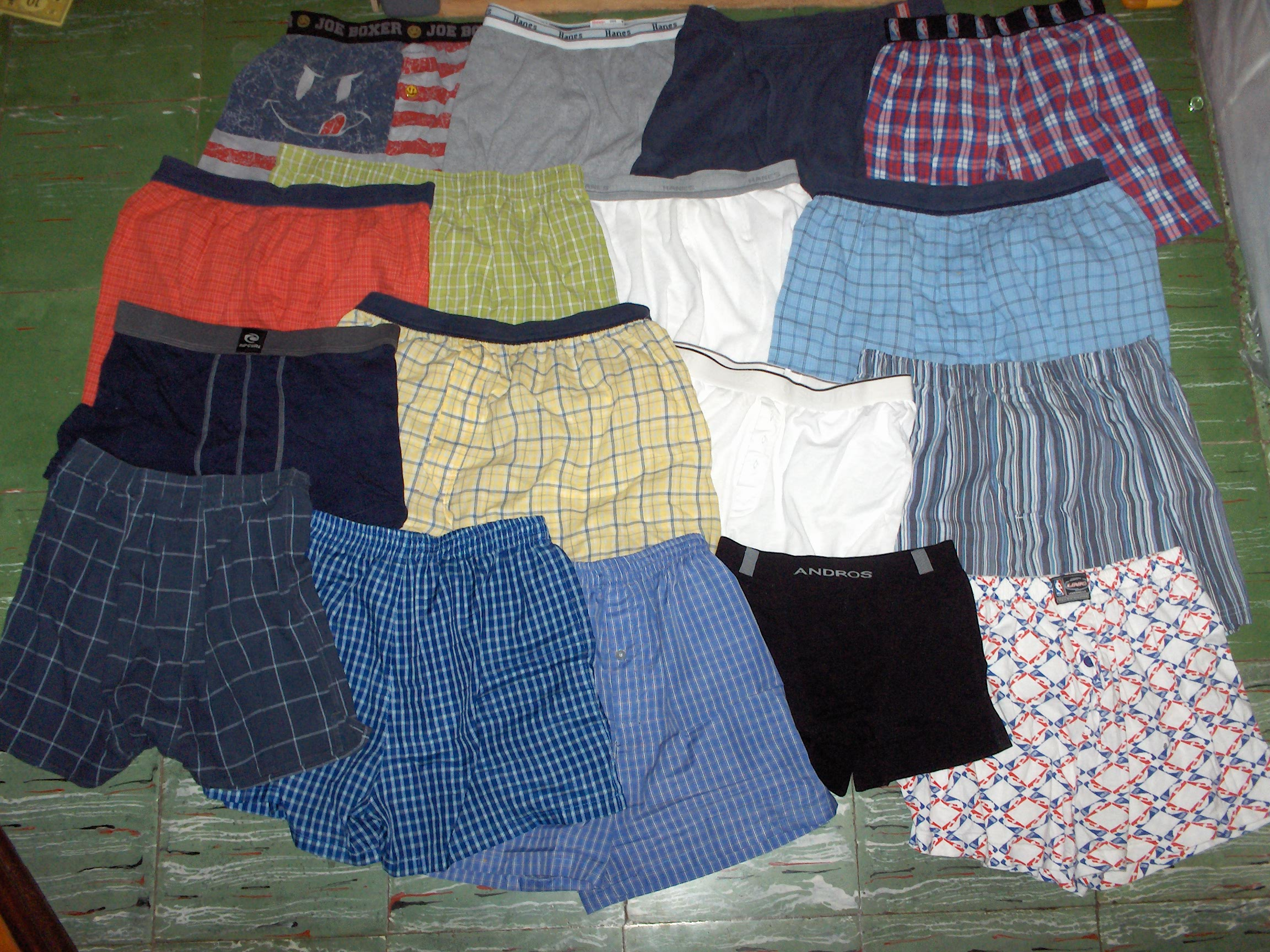
Чоловічі труси

Чоловічі труси́ — частина спідньої білизни чоловіків.

## Різновиди
Сьогодні існує чимало моделей чоловічих трусів.
- Труси «сімейні» — труси, що нагадують шорти з тонких натуральних тканин, традиційно строкатих забарвлень. Радянський аналог трусів-боксерів.
- Боксери (англ. boxers) — облягаючі короткі труси, що схожі на шорти.

Необлягаючі боксери — труси середні між сімейними і боксерами, але більше схожі на боксери.
- Бріфи (англ. briefs) — труси типу «плавок» . Але від плавок відрізняються тим що виконані з тканин, які не є синтетичними.
- Максі — труси типу бріфи, тільки з широкою боковиною.
- Міні, або бікіні — труси типу бріфів з максимально вузькою боковиною.
- Мікро, або міні бікіні — труси типу бріфів, тільки з боків мають лише тонку лямку.
- Хіпси (англ. hips), або транки (англ. trunks) труси, схожі на боксери, проте з вкороченими штанинами.
- Сліпи (англ. slip) — труси типу «плавок», але трохи більші в ширину і висоту.
- Танга (англ. tanga) — труси з двох трикутників з гумками або стрічками з боків.
- Стрінги (англ. string) — труси, задня половина яких собою вузьку смужку тканини або стрічку, що розташовується між сідницями.
- Джокі (англ. jockstrap) — труси з трикутника в передній частині і двох резинок, що проходять від вершини трикутника навколо сідниць до поясу (але не закривають сідниці).
- Їстівні труси — труси з різними смаками, за формою схожі на мікро.
- K-Mando — еротичні труси.
- Дайтрес — нові труси, придумані в XXI столітті. Труси схожі на боксери, але у них є спеціальна кишенька для яєчок і статевого члена.